# Centro (Madrid)
Centro è uno dei distretti in cui è suddivisa la città di Madrid, in Spagna. Viene identificato col numero 1.

## Geografia fisica
Il distretto copre il centro storico della città.

### Suddivisione
Il distretto è suddiviso amministrativamente in 6 quartieri (Barrios):
- Cortes
- Embajadores
- Justicia
- Malasaña (detto anche Universidad)
- Palacio
- Sol.[1]

Altri quartieri rilevanti sono: La Latina, Lavapiés, Puerta del Sol e Chueca.